# نادي الصفاء للسيدات
نادي الصفاء الرياضي للسيدات، أو اختصاراً نادي الصفا، هو نادي لكرة قدم السيدات مقره في وطى المصيطبة في بيروت، لبنان. تأسس في عام 2019، وهو جزء من نادي الصفاء. ينافس النادي في دوري كرة القدم النسائية اللبنانية وفاز بلقب دوري واحد.

## التاريخ

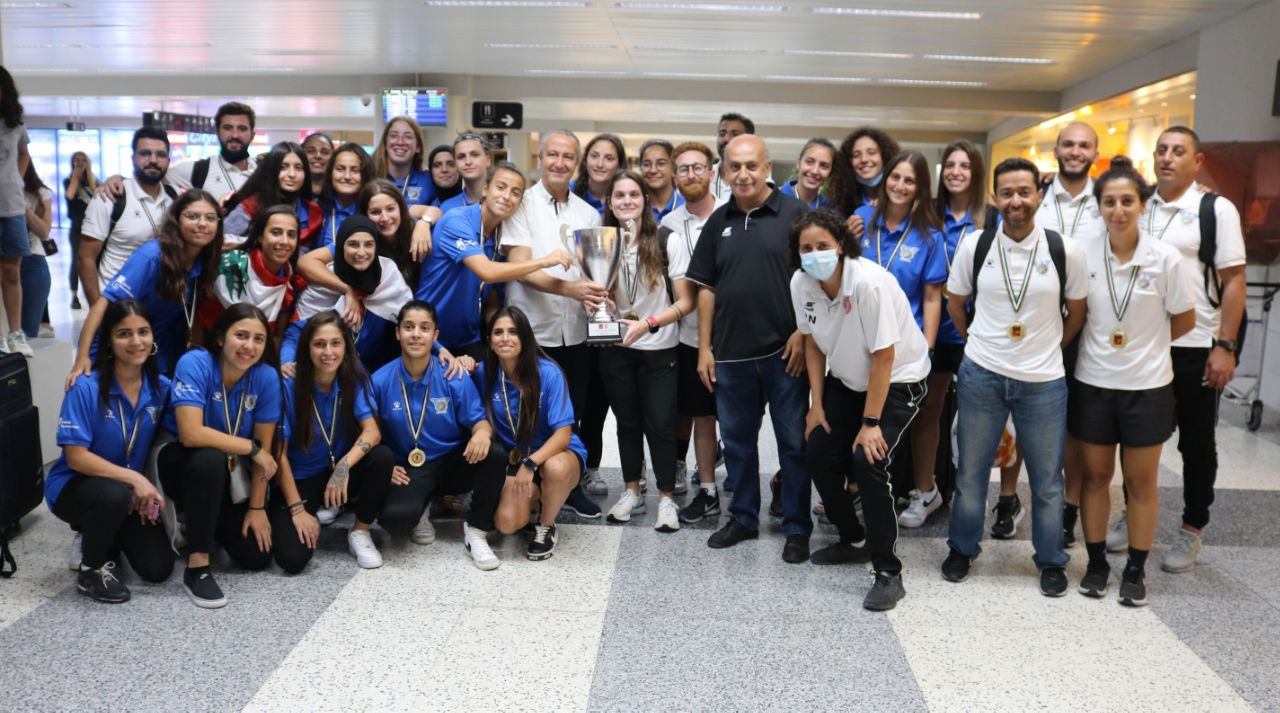
نادي الصفا بعد عودته منتصراً من بطولة الأندية النسائية في اتحاد غرب آسيا لكرة القدم 2022

تأسس النادي في 14 مايو 2019، لعب لأول مرة في موسم 2019-20  واحتل المركز الثاني.  فاز الصفا بأول لقب للدوري في موسم 2020-21، بعد فوزه على نادي بیریتوس 6-1 في الجولة الأخيرة من الموسم.  بعد فوزه بالدوري، تأهل الصفا للمنافسة في نسخة 2022 من بطولة الأندية النسائية لكرة القدم في اتحاد غرب آسيا لأول مرة.  أصبح الصفا أول فريق لبناني يفوز بالمسابقة، بعد فوزه على النادي الأرثوذكسي الأردني 3-1 في النهائي. 

## اللاعبات

### الفريق الحالي
آخر تحديث 14 يوليو\تموز 2022. 
| الرقم | المركز     | الجنسية | اللاعبة                               |
| ----- | ---------- | ------- | ------------------------------------- |
| 1     | حارسة مرمى | لبنان   | Arlette Ghostine                      |
| 2     | دفاع       | لبنان   | ميرا حطيط                             |
| 4     | خط وسط     | لبنان   | جويل حميدان                           |
| 5     | هجوم       | لبنان   | راشيل ناصيف                           |
| 6     | خط وسط     | لبنان   | ريا ماي طالب                          |
| 7     | هجوم       | لبنان   | لمى عابدين                            |
| 8     | هجوم       | لبنان   | سميرة محمد عوض                        |
| 9     | هجوم       | لبنان   | ديما القسطي (قائد الفريق (كرة القدم)) |
| 10    | هجوم       | لبنان   | يارا بورادا                           |
| 11    | خط وسط     | لبنان   | سينتيا صالحة                          |
| 12    | دفاع       | لبنان   | Nour Keshly                           |
| 13    | دفاع       | لبنان   | آية جمال الدين                        |
| 14    | خط وسط     | لبنان   | روى عز الدين                          |
| 15    | دفاع       | لبنان   | وعد رعد                               |

| الرقم | المركز     | الجنسية | اللاعبة        |
| ----- | ---------- | ------- | -------------- |
| 16    | خط وسط     | لبنان   | آية البخاري    |
| 17    | هجوم       | لبنان   | ليا هاشمذ      |
| 18    | دفاع       | لبنان   | Mira El Harake |
| 19    | دفاع       | لبنان   | أدريانا سلوم   |
| 20    | دفاع       | لبنان   | أمل صالحة      |
| 21    | هجوم       | لبنان   | آنجي سعد       |
| 22    |            | لبنان   | شيرين خليل     |
| 23    | هجوم       | لبنان   | جنى عمر        |
| 31    | حارسة مرمى | لبنان   | هبة المقلي     |
| 33    | دفاع       | لبنان   | لارا بوحمرا    |
| 66    | حارسة مرمى | لبنان   | إليسا ناصر     |
| 70    | خط وسط     | لبنان   | سيلين حيدر     |
| 77    | هجوم       | لبنان   | هديل مشمش      |
| 99    | حارسة مرمى | لبنان   | رشا ياغي       |

## الإنجازات

### محلياً
- دوري كرة القدم النسائي اللبناني
  - الفائز (1): 2020-21
- كأس السوبر اللبناني
  - الفائز (1): 2021-2022

### قاريّاً
- بطولة أندية اتحاد غرب آسيا لكرة القدم للسيدات
  - الفائز (1 ؛ رقم قياسي): 2022

## السجل قاري
- بطولة أندية اتحاد غرب آسيا لكرة القدم للسيدات : مشاركة واحدة

2022 : البطل

## أنظر أيضاً
- دوري كرة القدم النسائي اللبناني
- كرة القدم النسائية في لبنان
- قائمة أندية كرة القدم النسائية في لبنان